# Ilha de Bering
A ilha de Bering (em russo:  о́стров Бе́ринга, Ostrov Beringa) localiza-se ao largo da península de Camecháteca, no mar de Bering.
A ilha tem 90 km de comprimento por 24 km de largura é a maior do arquipélago das Ilhas Comandante. É uma ilha pouco habitada, sujeita a más condições atmosféricas, desprovida de árvores ou acidentes geográficos de relevo. A localidade que reúne toda a população é Nikolskoye, com cerca de 600 a 800 habitantes, dos quais cerca de 300 de etnia aleúte.
Até ao século XVIII, a ilha não era conhecida pelos europeus. Foi descoberta em 1741 por Vitus Bering, que encalhou nesta ilha e aí faleceu por doença, juntamente com vários companheiros de viagem. O seu navio tinha sido destruído por tempestades no regresso de uma expedição que levou à descoberta do Alasca continental, bem como das Ilhas Aleutas. Os sobreviventes, sob o comando do tenente sueco Sven Waxell, permaneceram retidos na ilha durante 10 meses e conseguiram sobreviver matando focas e aves. Conseguiram construir um barco a partir dos seus naufrágios encalhados e conseguiram regressar a Petropavlovsk, na Península de Camecháteca, em 1742, com peles de lontra marinha e carne preservada recém-descoberta.
Georg Wilhelm Steller, outro sobrevivente da expedição, conseguiu convencer os seus companheiros a comer algas marinhas (o que lhes permitiu curar-se do escorbuto). Steller explorou a ilha de Bering e catalogou a sua fauna, incluindo a vaca-marinha-de-steller, que se extinguiu em apenas três décadas devido à caça da sua carne. O ponto mais alto da ilha (751 metros) é agora nomeado em homenagem ao naturalista de origem alemã.
Em 1743, Emilien Basov aterrou na ilha de Bering para caçar lontras marinhas, iniciando a ocupação humana da ilha e a sua destruição ecológica. Promychlenniki começa a atravessar o mar de Bering, passando de ilha em ilha e finalmente chega ao Alasca. Em 1825, a Companhia Russo-Americana transferiu famílias aleutas da ilha Attu para a ilha de Bering para caçar, e outro grupo de colonos aleútes e métis seguiu-se no ano seguinte, estabelecendo a primeira habitação humana permanente conhecida nesta ilha.
Após a venda do Alasca e das ilhas Aleutas aos Estados Unidos em 1867, a ilha de Bering foi colocada sob a jurisdição de Petropavlovsk-Kamchatsky. A população aumentou de 110 em 1827 (17 russos, 45 aleútes e 48 métis) para mais de 300 em 1879. Em 1990, após 170 anos de separação e perda de tradições culturais, um grupo de aletés de Nikolskoye conheceu outro grupo de aleútes do Alasca na capital de Camecháteca e ficou surpreso por ainda poder comunicar na antiga língua aleuta. Devido ao seu isolamento, como as ilhas Pribilof, que hoje são do Alasca, os aleútes são importantes em estudos de genética.